# Themeda quadrivalvis

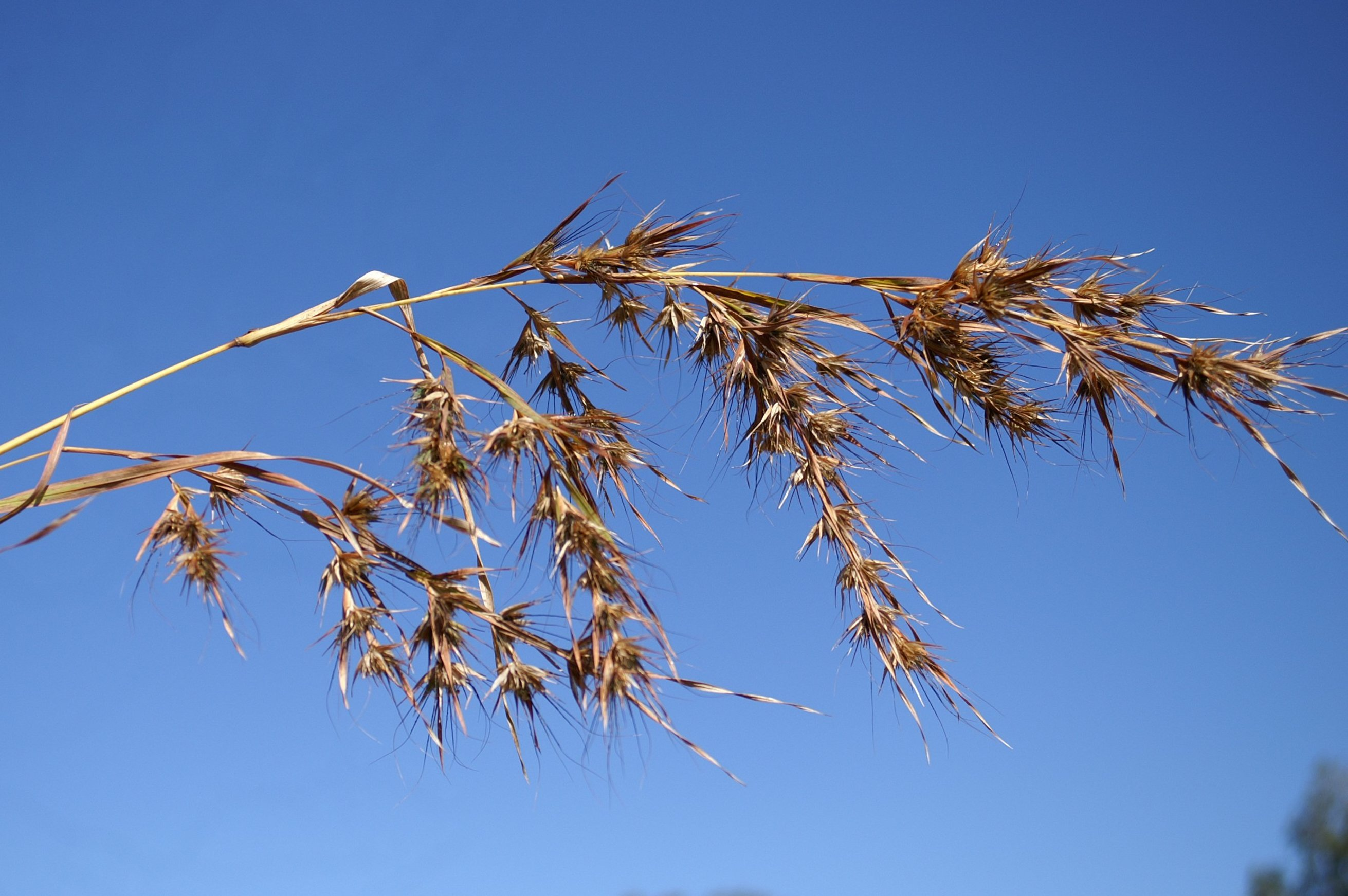

Themeda quadrivalvis est une Poaceae (Graminée) connue sous les noms communs d'herbe niveleuse, herbe d’habana et herbe de kangourou. On la nomme aussi piquant rouge, herbe de Saint-Paul, herbe Labourdonnais, à La Réunion. 

## Répartition
Elle est originaire d'Inde,, du Népal et de la Malaisie. On peut également la trouver dans de nombreux autres endroits en tant qu'espèce introduite et souvent en tant que mauvaise herbe nuisible. Elle est présente aux États-Unis, en Nouvelle-Calédonie, aux Fidji, à La Réunion, à l'île Maurice, en Thaïlande, en Indonésie, en Papouasie-Nouvelle-Guinée, en Chine, au Moyen-Orient et en Amérique tropicale. C'est une mauvaise herbe exotique gênante en Australie, en particulier dans les régions du nord,. 
Elle ne doit pas être confondue avec Themeda triandra, appelée également herbe de kangourou. 

## Invasivité
Cette herbe est une mauvaise herbe nuisible majeure dans certaines régions d’Australie, où elle a été introduite dans les années 1930 près de Habana, dans la région de Mackay, dans le Queensland. Elle est peut-être arrivée dans les fournitures de paille d'emballage. 
Elle envahit facilement les écosystèmes, car elle pousse rapidement et produit des fleurs dans les 5 à 6 semaines suivant la germination et des graines dans les 10 semaines. L'herbe colonise facilement les zones perturbées telles que les bords de route. Bien que l'herbe soit cultivée pour le fourrage des animaux en Inde, elle est difficile à manger pendant la majeure partie de l'année en Australie, formant de vastes peuplements monotypiques qui remplacent les herbes attrayantes. Elle forme également une lourde charge de carburant, augmentant les risques d’incendie. 
C'est également une adventice dans des cultures telles que la canne à sucre et la luzerne,. 
L'espèce est également envahissante en Nouvelle-Calédonie. On la trouve dans la savane de l'ouest de La Réunion. 

## Description
Cette espèce est une graminée annuelle atteignant 2 m de hauteur. Les feuilles généralement pliées mesurent jusqu'à 60 cm. Les têtes de la graine sont arrondies ou en éventail et sont accompagnées de bractées en forme de feuille. L'herbe devient orange, rouge, ou dorée à maturité. Les épillets en grappe dans les têtes de graine ont des poils à base de tubercule et des arêtes torsadées qui peuvent atteindre 5 cm de long. L'awn est hygroscopique, se tournant lorsqu'il est humide et semant la graine dans le sol. Cette espèce est semblable à Themeda triandra, une espèce indigène qui a tendance à être plus petite et de couleur plus brune. Grader grass est un producteur prolifique de graines ; il peut y avoir jusqu'à 1000 graines dans une seule tête de semis. Les semences sont dispersées par les niveleuses, sur le pelage des animaux et les vêtements et en tant que contaminant des semences fourragères. La graine est parfois également trouvée dans les graines pour oiseaux.

## Utilisation

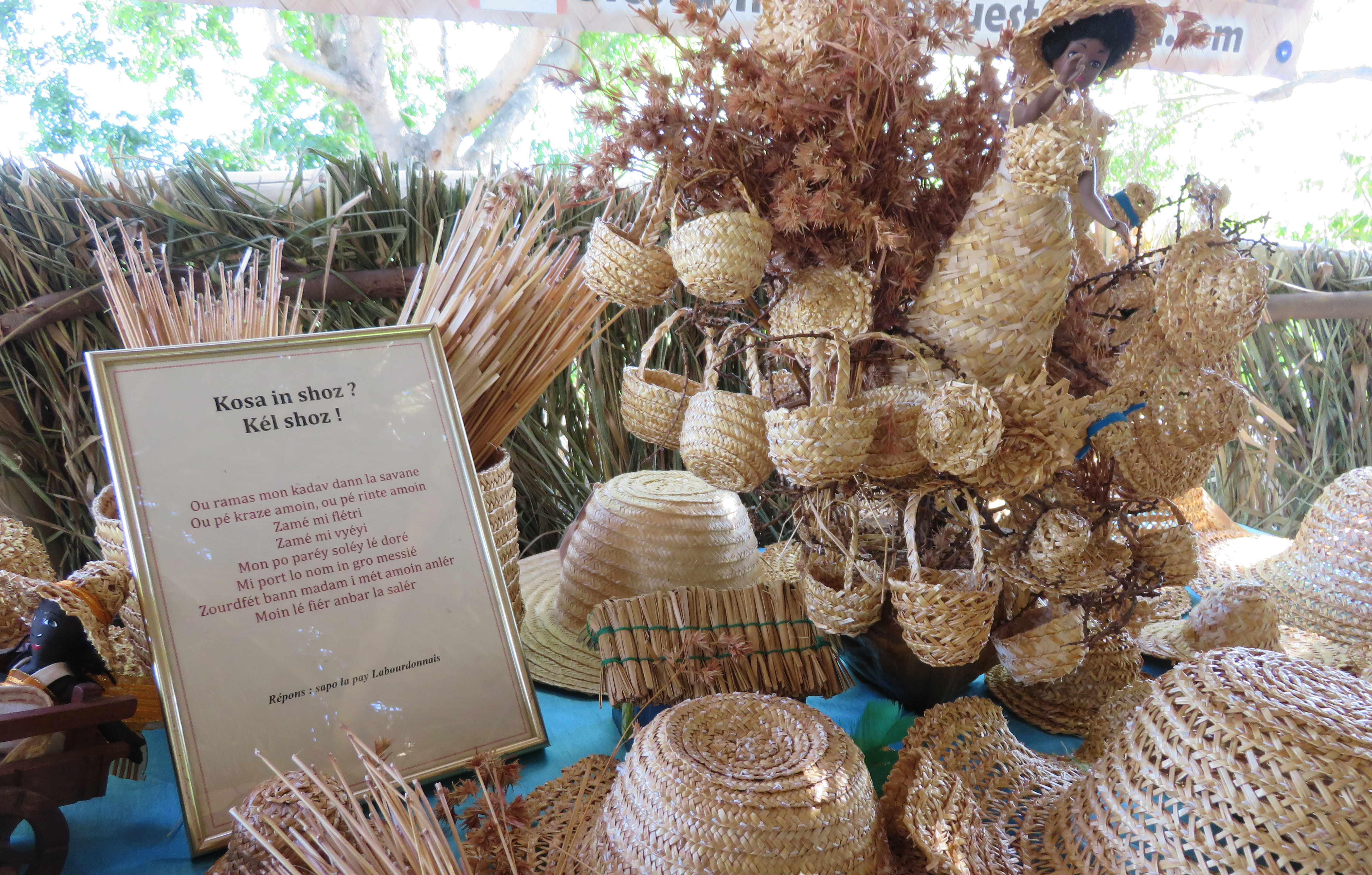
Vannerie traditionnelle avec l'herbe de Saint-Paul

À La Réunion, cueillie dans la savane de Saint-Paul, l'herbe est traditionnellement utilisée en vannerie, pour le tressage de chapeaux et de corbeilles. 